# Arthur Cobalet
Arthur Cobalet, né à Saint-Cyprien, le 4 janvier 1855 et mort à Joinville-le-Pont le 18 mai 1901, est un chanteur d'opéra baryton français.

## Biographie
Jean Arthur Combalet naît en 1855. Il est le fils d’une lingère et d’un père inconnu ; sa mère, Marie Combalet, le reconnaîtra comme son fils en 1888.
Il est élevé à Bordeaux, où il suit une formation de greffier tout en fréquentant les cours du Conservatoire de Bordeaux Il a pour professeur Gaston Sarreau (1850-1935) et obtient un prix en 1876. Il accomplit ensuite un service militaire de cinq ans, dans la marine nationale, à Rochefort (Charente-Maritime).

### Chanteur d'opéra
Il commence à chanter à Bordeaux en 1881 et adopte le nom d’Arthur Cobalet. Son compatriote et ami d'enfance, Jean-Alexandre Talazac le fait entrer à l’Opéra-Comique en 1882, où il débuta par Le Chalet, œuvre d’Adolphe Adam.
Il interprète comme baryton notamment La Damnation de Faust de Berlioz, Haydée d’Auber, Joseph de Méhul, Lakmé de Delibes, Manon et Esclarmonde de Massenet, Proserpine de Saint-Saëns, Le Roi d'Ys de Lalo, Mignon de Thomas, Roméo et Juliette et Mireille de Gounod, L'Étoile du Nord de Meyerbeer.
Le 25 mai 1887, un violent incendie détruit pour la seconde fois la salle Favart, qu'occupait, depuis 1840, l'Opéra-Comique pendant une représentation de Mignon, œuvre d’Ambroise Thomas. Le sinistre fait 84 victimes. Cobalet en ressort blessé et conservera une claudication assez prononcée.
En 1891, Cobalet quitte l'Opéra-Comique et entame une tournée qui l’amène à Londres Covent Garden puis en Russie, en Roumanie et en Turquie. En 1892, il tient le rôle-titre lors de la création du Vaisseau fantôme de Richard Wagner à l'Opéra de Lille. Il chante ensuite à Anvers et Nice (Eugène Onéguine de Tchaïkovski). Il interprète ensuite Guillaume Tell de Rossini, Nelusco de Meyerbeer, Faust de Gounod, Aida de Verdi, Lohengrin de Wagner, etc.

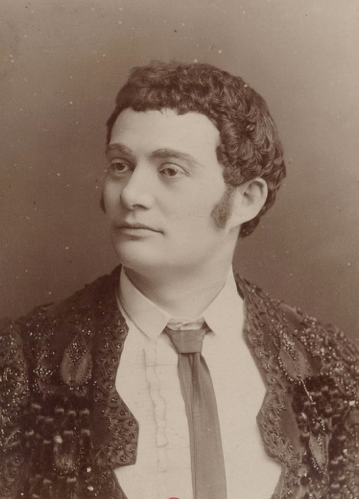
A. Cobalet dans l'opéra comique Carmen (atelier Nadar)

### Conseiller municipal de Joinville-le-Pont
Malade, il s’installe à Joinville-le-Pont et travaille, à partir de 1898 comme professeur de chant. En mai 1900, il est élu conseiller municipal de sa commune, dont le maire est Eugène Voisin. Il y meurt en 1901. Cobalet était officier d’académie.